# Stadion Gersag
Il Gersag è uno stadio di calcio di Emmen in località Emmenbrücke, presso Lucerna in Svizzera, nel quale gioca la formazione di Super League (Svizzera) del Lucerna.